# Lies (canción de Evanescence)
«Lies» —en español: “Mentiras”— es una canción de la banda norteamericana de rock alternativo, Evanescence.

## Información acerca de la canción
Esta canción es considerada como una de las canciones de marca de Evanescence. Bruce Fitzhugh de la banda Living Sacrifice hizo las voces masculinas en la versión de Origin y Stephanie Pierce realizó los coros femeninos (soprano). Más tarde, esta canción fue rehecha con la voz de Amy y David y con letras diferentes para la sesión de demos 2001-2002. Esta es la canción más fuerte de Evanescence, con guitarras pesadas y baterías en la misma. Además, su título es uno de los más cortos de las canciones de Evanescence, al igual que la canción “Sick” del álbum homónimo. La versión en vivo de la canción se realizó en un concierto en el Vino’s Bar el 7 de mayo de 1999, la cual cuenta con un intro largo de guitarra en lugar de los coros.

## Versiones
Sólo existen tres versiones oficiales de esta canción, de las cuales una sola fue lanzada:
1. “Lies” (Versión Origin) - 3:50
2. “Lies” (Rehecho)[Nota 1] - 3:06
3. “Lies” (En Vivo)

## Anécdota
“Lies” es la marca del refresco, perfume, muñeca y pizza que aparecen en el vídeo musical del sencillo Everybody’s Fool.